# Maxim Kammerer
Maxim Kammerer (russisch Максим Каммерер) ist eine literarische Figur der sowjetischen Schriftsteller-Brüder Arkadi und Boris Strugazki. Er ist der Held ihrer zur Welt des Mittags gehörenden Science-Fiction-Romane Die bewohnte Insel, Ein Käfer im Ameisenhaufen und Die Wellen ersticken den Wind.

## Entstehungsgeschichte der Figur: Die bewohnte Insel
1967 hatten die Brüder Strugatzki im Zusammenhang mit ihren satirischen Romanen Das Märchen von der Troika und Die Schnecke am Hang erhebliche Probleme mit der Zensur und waren entschlossen, nun einmal einen „richtigen sowjetischen Weltraumhelden“ ohne Zensurprobleme zu kreieren. Im Laufe der Entstehung des daraufhin begonnenen Romanes „Die bewohnte Insel“ wurde allerdings aus dem eindimensional zensurtauglich geplanten Helden eine differenzierte Persönlichkeit. Der zu Beginn noch jugendlich-naive Maxim strandet als „freier Sucher“, der im Weltraum nach fremden Zivilisationen sucht, auf einem von einer brutalen Diktatur beherrschten Planeten und reift nach etlichen harten Rückschlägen sowohl als Persönlichkeit wie auch in seinen politischen Einsichten.
An verschiedenen Stellen tauchten nun allerdings doch Probleme mit der Zensur auf. Die Zensoren waren vor allem bemüht zu verhindern, dass eventuelle Leser Bezüge zur sowjetischen Gegenwart herstellten. „Je weniger russisch, um so besser“ war daher ihre Devise. Also wurden etliche Personen und Begriffe „eingedeutscht“. Diesem Umstand fiel sogar der Name des Helden zum Opfer: Die ursprünglich mit dem gut russischen Namen Maxim Rostislawski (Максим Ростиславский) ausgestattete Hauptfigur erhielt einen deutschen Nachnamen Kammerer. So kam es zu dem geradezu ironischen Ergebnis der Intervention der sowjetischen Zensur, dass der bis heute bekannteste sowjetische Science-Fiction-Held einen deutschen Namen trägt: Maxim Kammerer.

## Ein Käfer im Ameisenhaufen: Maxim Kammerer, derProgressor
In Ein Käfer im Ameisenhaufen ist Maxim Kammerer kein jugendlicher, durchs Weltall vagabundierender „freier Sucher“ mehr, sondern ein 40-jähriger Progressor, dessen verantwortungsvolle Aufgabe darin besteht, rückständige Zivilisationen fremder Planeten behutsam und unauffällig auf den Weg des Fortschritts zu bringen. Außerdem ist er Mitglied einer Kommission, die die Erde sowohl vor gefährlichen Forschungstätigkeiten als auch vor negativen Eingriffen einer übermächtigen Superzivilisation, den Wanderern, schützen soll, deren Spuren gefunden wurden, ohne dass die Menschen sich ein Bild von ihnen und ihren Absichten machen konnten. In diesem Werk muss Maxim Kammerer nicht nur ein quasi detektivisches Rätsel lösen, sondern sich auch gegen seinen Vorgesetzten Rudolf Sikorski durchsetzen, der seine Nachforschungen aus guten Gründen zu unterbinden sucht. Weit entfernt vom jugendlichen Superhelden der „Bewohnten Insel“ ist Maxim Kammerer hier ein reifer Mann, der sich mit einem schwierigen moralischem Dilemma auseinandersetzen muss: Darf das Leben eines Einzelnen zerstört werden, um die Menschheit zu schützen?

## Die Wellen ersticken den Wind: Maxim Kammerer, Chef des Sicherheitsdienstes
In Die Wellen ersticken den Wind hat Maxim Kammerer die Aufgabe seines ehemaligen Chefs Rudolf Sikorski inne: Er ist nun selbst Chef des Sicherheitsdienstes. Boris Strugatzki bezeichnet seinen Helden – und alle anderen in diesem letzten Werk der „Maxim-Kammerer-Trilogie“ – als „hoffnungslos gealtert“. Ein sehr abgeklärter Maxim Kammerer ist auf der Spur einer ungeheuerlichen Bedrohung der Menschheit wie wir sie kennen.

## Der vierte, ungeschriebene, Roman
Einen letzten Roman mit Maxim Kammerer hatten die beiden Autoren bereits konzipiert, als der Tod Arkadis die gemeinsame Arbeit der Brüder beendete. In diesem Roman sollte Maxim Kammerer in die Welt des Inselimperiums eindringen, eine extrem sozial gegliederte Welt, die aus drei „Kreisen“ bestehen sollte: dem Bereich des „menschlichen Abschaums“, einem „Kreis“, in dem die Menschen weder besonders gut, noch besonders schlecht sind und schließlich im Kern der Kreis einer geradezu paradiesischen Gesellschaft kultivierter und hochgeistiger Menschen. Maxim ist überrascht auf diesen Kern zu stoßen und versucht – wie in der Bewohnten Insel – den Einheimischen die Vorstellung einer Welt – seiner Welt – nahezubringen, in der alle so leben wie hier die Menschen des inneren Kreises und es als Ergebnis der „sorgsamen, mühevollen Arbeit an jeder einzelnen Kinderseele …“ keinen ausgestoßenen „Abschaum“ gibt. Die schlichte Reaktion des Einheimischen, mit dem er sich unterhält, verschlägt Maxim die Sprache „Elegant. Eine sehr schöne Theorie. Aber leider in der Praxis nicht zu verwirklichen“. Boris Strugatzki selbst lässt die Interpretation dieses Endes der Maxim-Kammerer-Reihe offen und fragt: „Eine Art Fazit einer ganzen Weltanschauung. Ihr Nachruf. Oder ihre Verurteilung?“ In jedem Fall hätte sich die Figur Maxim Kammerer kaum weiter von der ursprünglichen Konzeption eines „richtigen sowjetischen Weltraumhelden“ entfernen können.